# Nightmares (Omen)
Nightmares è il primo EP del gruppo musicale epic metal statunitense Omen, pubblicato nel 1987 in formato 45 giri dall'etichetta discografica Metal Blade Records che lo distribuì in Europa tramite la Roadrunner Records.
Il disco contiene due canzoni inedite e tre brani provenienti dai tre album precedenti : Dragon's Breath da Battle Cry, Termination da Warning of Danger e Bounty Hunter da The Curse. L'ultima traccia è una cover in versione live di Whole Lotta Rosie degli AC/DC, registrata durante un concerto della band. L'EP appare anche, come bonus tracks, nella ristampa in CD del 1996 di The Curse, inoltre è inserito in versione rimasterizzata nel box set intitolato Omen uscito nel 2003.
Si tratta dell'ultimo lavoro registrato con il cantante J.D. Kimball.

## Tracce
Lato A
1. Nightmares – 2:51
2. Shock Treatment – 2:41
3. Dragon's Breath – 3:00

Lato B
1. Termination – 3:33
2. Bounty Hunter – 4:24
3. Whole Lotta Rosie (live) (cover degli AC/DC) – 3:55

## Formazione
- J.D. Kimball - voce
- Kenny Powell - chitarra, voce addizionale
- Jody Henry - basso, voce addizionale
- Steve Wittig - batteria